# روسمور (نیوجرسی)
روسمور (به انگلیسی: Rossmoor) یک منطقهٔ مسکونی در ایالات متحده آمریکا است که در مونرو، نیوجرسی واقع شده‌است. روسمور ۲٫۳۷۸ کیلومتر مربع مساحت و ۲٬۶۶۶ نفر جمعیت دارد و ۴۰ متر بالاتر از سطح دریا واقع شده‌است.